# Santa María en Domnica (título cardenalicio)
El título cardenalicio de Santa María en Domnica fue creado por el Papa Agatón en 678 que lo asignó como uno de las siete diaconías para el cuidado de los pobre en Roma. Parece que el nombre en Domnica es la traducción latina de la palabra griega Kyriaka. 

## Titulares
- Frederic Gozzelon de Lorraine, O.S.B.Cas. (1049 - 2 de agosto de 1057) Elegido papa Esteban IX.
- Ildebrando Aldobrandeschi di Soana, O.S.B.Clun. (6 de marzo de 1059 - 22 de abril de 1073) Elegido papa Gregorio VII
- Giovanni di Subiaco, O.S.B. (circa 1073 - 2 de mayo de 1121)[1]
- Crescenzio (circa 1112 - 1120)
- Stefano (1120 - 1122)
- Angelo (1122 - 1130)
- Gerardo (1134 - 1145 ?)
- Simeone Borelli, O.S.B.Cas. (1158 - circa 1184)
- Benedetto (diciembre 1200 - 1201)
- Roger (circa 1202 - marzo 1206)
- Vacante (1206 - 1383)
- Tommaso Orsini dei Conti di Manupello (1383 - 10 de julio de 1390)
- Vacante (1390 - 1417)
- Pietro Morosini (1417 - 11 de agosto de 1424)
- Vacante (1424 - 1473)
- Pedro González de Mendoza, título pro hac vice (17 de mayo de 1473 - 6 de julio de 1478)
- Vacante (1478 - 1482)
- Ferry de Clugny, in commendam (marzo de 1482 - 7 de octubre de 1483)
- Giovanni Battista Orsini (15 de noviembre de 1483 - 23 de marzo de 1489)
- Vacante (1489 - 1492)
- Giovanni de' Medici (26 de marzo de 1492 - 9 de marzo de 1513) Elegido papa León X
- Giulio de' Medici (29 de septiembre de 1513 - 26 de junio de 1517) Fue elegido papa Clemente VII
- Innocenzo Cybo (26 de junio de 1517 - 28 de febrero de 1550)
- Niccolò Gaddi (28 de febrero de 1550 - 27 de junio de 1550)
- Andrea Corner (27 de junio de 1550 - 30 de enero de 1551)
- Vacante (1551 - 1555)
- Roberto de' Nobili (6 de febrero de 1555 - 18 de enero de 1559)
- Alfonso Carafa (6 de marzo de 1559 - 26 de abril de 1560)
- Juan de Médici "el joven" (26 de abril de 1560 - 20 de noviembre de 1562)
- Vacante (1562 - 1565)
- Fernando I de Médici (15 de mayo de 1565 - 10 de mayo de 1585)
- Charles II de Lorraine de Vaudémont (24 de junio de 1585 - 20 de abril de 1587)
- Federico Borromeo (15 de enero de 1588 - 9 de enero de 1589)
- Francesco Maria Del Monte (9 de enero de 1589 - 5 de abril de 1591)
- Flaminio Piatti (5 de abril de 1591 - 9 de marzo de 1592)
- Vacante (1592 - 1596)
- Andrea Baroni Peretti Montalto (21 de junio de 1596 - 15 de marzo de 1600)
- Vacante (1600 - 1610)
- Ferdinando Gonzaga (15 de febrero de 1610 - 19 de noviembre de 1612)
- Vacante (1612 - 1616)
- Carlo de' Medici (18 de mayo de 1616 - 2 de octubre de 1623)
- Alessandro Cesarini (6 de octubre de 1627 - 6 de septiembre de 1632)
- Vacante (1632 - 1644)
- Camillo Francesco Maria Pamphilj (12 de diciembre de 1644 - 21 de enero de 1647)
- Lorenzo Raggi (16 de diciembre de 1647 - 21 de junio de 1653)
- Carlo Pio di Savoia iuniore (23 de marzo de 1654 - 11 de febrero de 1664)
- Vacante (1664 - 1668)
- Sigismondo Chigi (1668 - 19 de mayo de 1670)
- Camillo Massimo (23 de febrero de 1671 - 30 de enero de 1673)
- Pietro Basadonna (15 de enero de 1674 - 6 de octubre de 1684)
- Vacante (1684 - 1687)
- Francesco Maria de' Medici (9 de julio de 1687 - 19 de junio de 1709)
- Vacante (1709 - 1712)
- Curzio Origo (21 de noviembre de 1712 - 1 de julio de 1716)
- Vacante (1716 - 1725)
- Niccolò Coscia, título pro illa vice (23 de julio de 1725 - 8 de febrero de 1755)
- Vacante (1755 - 1803)
- Giovanni Castiglione (28 de marzo de 1803 - 9 de enero de 1815)
- Vacante (1815 - 1823)
- Tommaso Riario Sforza (17 de noviembre de 1823 - 19 de diciembre de 1834); in commendam (19 de diciembre de 1834 - 13 de mayo de 1837)
- Vacante (1837 - 1842)
- Francesco Saverio Massimo (27 de enero de 1842 - 11 de enero de 1848)
- Roberto Giovanni F. Roberti (3 de octubre de 1850 - 16 de marzo  de1863)
- Vacante (1863 - 1866)
- Domenico Consolini (25 de junio de 1866 - 20 de diciembre de 1884)
- Vacante (1884 - 1887)
- Agostino Bausa, O.P. (26 de mayo de 1887 - 14 de febrero de 1889)
- Vacante (1889 - 1901)
- Luigi Tripepi (18 de abril de 1901 - 29 de diciembre de 1906)
- Vacante (1906 - 1911)
- Basilio Pompilj (30 de noviembre de 1911 - 28 de mayo de 1914)
- Scipione Tecchi (28 de mayo de 1914 - 22 de enero de 1915)
- Vacante (1915 - 1916)
- Nicolò Marini (7 de diciembre de 1916 - 27 de junio de 1923)
- Vacante (1923 - 1935)
- Camilo Caccia Dominioni (19 de diciembre de 1935 - 12 de noviembre de 1946)
- Alfredo Ottaviani (15 de enero de 1953 - 26 de junio de 1967); título pro illa vice (26 de junio de 1967 - 3 de agosto de 1979)
- Henri de Lubac, S.J. (2 de febrero de 1983 - 4 de septiembre de 1991)
- Luigi Poggi (26 de noviembre de 1994 - 24 de febrero de 2005)
- William Joseph Levada (24 de marzo de 2006 - 20 de junio de 2016); título pro hac vice (20 de junio de 2016 - 26 de septiembre de 2019)
- Marcello Semeraro (28 de noviembre de 2020 - actual)